# Magda Bittner-Simmet

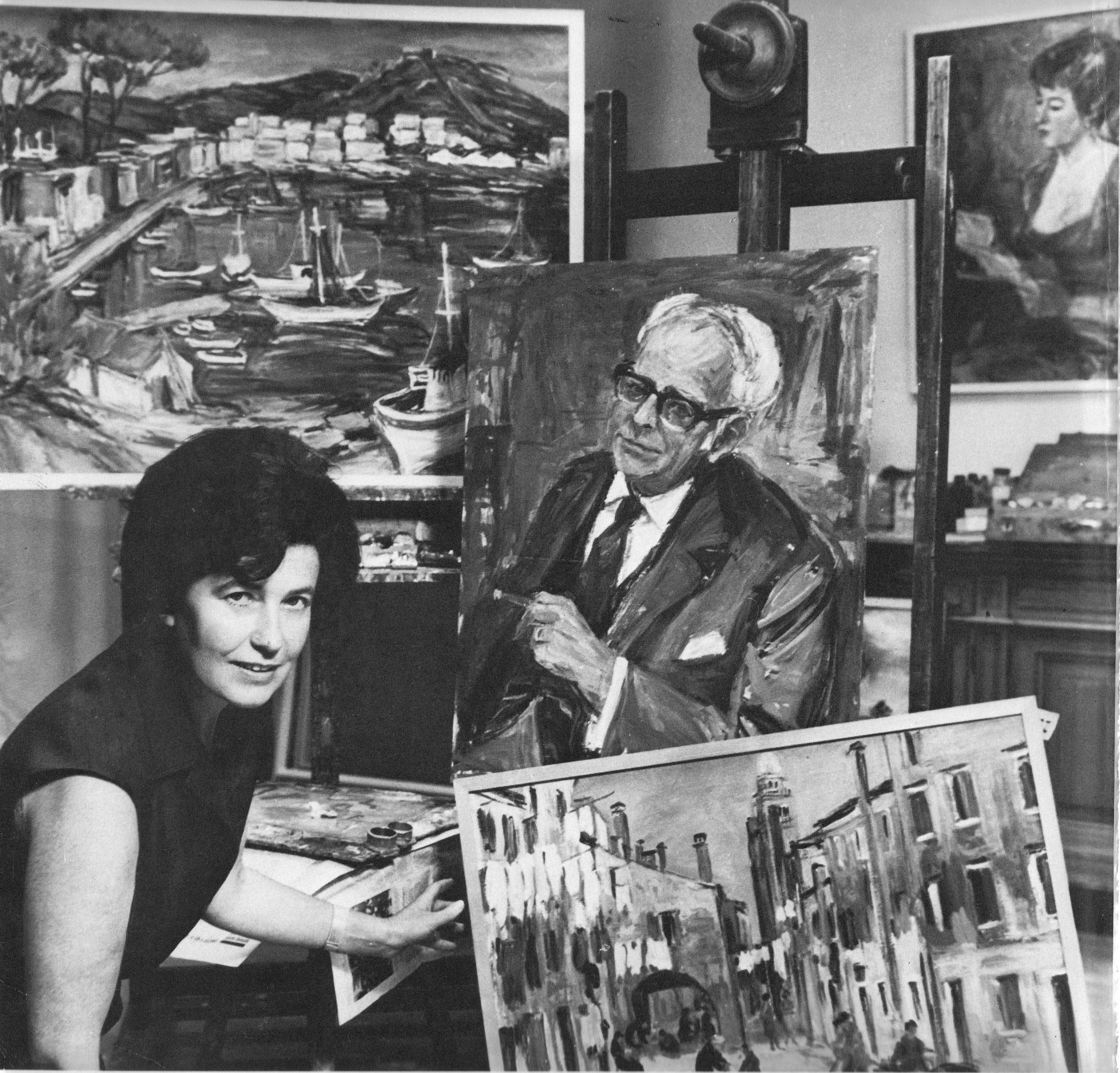
Im Atelier Leopoldstraße mit Bildnis Dr. F.C. Behl, 1968

Magda Bittner-Simmet (* 16. Oktober 1916 in Erding; † 22. März 2008 in Starnberg) war eine Münchner Malerin der Nachkriegszeit. Vor allem Porträts, aber auch Städte- und Landschaftsbilder, Stillleben und Akte sind die Sujets ihrer farbenfrohen Ölbilder, Aquarelle, Zeichnungen und Grafiken.

## Leben
Als Tochter aus gutbürgerlicher Familie in Erding erfolgte ihre Ausbildung in München, zunächst zur Lehrerin für Schön- und Kurzschrift. Dann besuchte die modebegeisterte junge Frau kurz die Meisterschule für Mode, bis sie – gegen den Willen des Vaters – ihrer Berufung zur Malerin folgte.
1938 begann sie ein Studium an der Akademie für Angewandte Kunst in München unter anderem bei Karl-Heinz Dallinger, Else Brauneis und Fritz Helmuth Ehmcke. Zur Finanzierung ihres Studiums arbeitete sie als Fachlehrerin für Kurz- und Plakatschrift sowie Zeichen- und Werklehrerin. 1944 schloss sie ihr Studium mit dem Diplom ab.
1947 heiratete sie den Arzt Max Bittner, der noch im selben Jahr an einer Medikamentenvergiftung verstarb.
Die 31-jährige Witwe bezog als freischaffende Künstlerin ihr erstes Atelier in München/Schwabing. Ihren Lebensunterhalt sicherten zahlreiche Porträtaufträge. Viele Persönlichkeiten des öffentlichen Lebens, auch aus Wirtschaft, Politik und Kultur, saßen ihr Modell. 
1972 ließ die Malerin vom Münchner Architekten Herbert Lauterbach ein Haus in der Schwedenstraße 54 am Schwabinger Bach planen, wo sie bis zu ihrem Tod im Alter von 92 Jahren lebte und arbeitete. Heute findet sich dort die Magda Bittner-Simmet Stiftung mit Ateliermuseum.

## Werk
Nach der Ausbildung an der Akademie für angewandte Kunst während des Dritten Reiches und der dort herrschenden Kunstideologie entwickelte Magda Bittner-Simmet erst in den Nachkriegsjahren einen eigenen Malstil, der in stilistischer Nähe zu den Werken des Expressiven Realismus steht. Ihren Porträtstil entwickelte sie nochmals 1951 als Gaststudentin bei Hans Gött an der Akademie der Bildenden Künste München weiter. Ihre Werke finden sich in zahlreichen öffentlichen wie privaten Sammlungen.
- Abt Jakobus Pfättisch von Plankstetten, 1948, Öl auf Leinwand, Benediktinerabtei Plankstetten
- Prof. Dr. Wilhelm Hoegner (Bayer. Ministerpräsident), 1953, Öl auf Leinwand, Bayer. Staatsministerium des Innern
- Bühnenporträt Elisabeth Thoma als Rothaarige in Werner Egks Peer Gynt, 1954, Privatbesitz
- Der Schriftsteller Oskar Maria Graf Oskar Maria Graf, 1960, Öl auf Leinwand, Städtische Galerie im Lenbachhaus, München
- Heuernte im Oberstdorfer Tal, 1966, Öl auf Leinwand, Bayerische Staatsgemäldesammlungen, München
- Abendleuchten um den Campanile, 1966, Öl auf Leinwand, Regierung von Oberbayern, München
- Vorfrühling am Grüntensee, 1971, Aquarell, Städtische Galerie im Lenbachhaus, München
- Herbst im Kaisergebirge, 1975, Aquarell, Erzbischöfliches Ordinariat, München
- Bischof Dr. Alois Brems, 1977, Öl auf Leinwand, Bischöfliches Palais, Eichstätt
- Landtagspräsident Rudolf Hanauer, 1979, Öl auf Leinwand, Bayerischer Landtag, München

## Ausstellungen (Auswahl)
- 1959: Stuttgart, Württembergischer Kunstverein. GEDOK (Malerei und Plastik)
- 1961: Rom, Galleria D'Arte del Palazzo delle Esposizioni, Mostra del gruppo di pittrici dell' associazione GEDOK di Monaco
- 1968: Paris, Salles d'Exposition, l'Union des Femmes de Peintres, Sculpteurs, Graveurs, Décorateurs
- 1971: Goslar, Goslarer Museum, Kunstausstellung Magda Bittner-Simmet Gemälde und Graphiken
- 1972: München, BBK - Völkerkundemuseum, Bayerische Künstler heute
- 1973: München, Ausstellungsfoyer der Bayer. Versicherungskammer, Magda Bittner-Simmet Gemälde und Graphik
- 1978: München, Bankhaus Reuschel & Co., Magda Bittner-Simmet Gemälde und Graphik
- 1984: Bonn, Bayerische Vertretung, Werke bayerischer Künstlerinnen Malerei - Graphik - Textilkunst
- 2001: München, Seidlvilla, Kunst als Lebenselixier

## Auszeichnungen
- 1979 erhielt Bittner-Simmet die Pygmalion-Medaille der Kunststiftung der Deutschen Wirtschaft „in Würdigung ihres malerischen und graphischen Werkes, das dem Menschenbild und der Natur in Ehrfurcht huldigt, …“.
- 1989 wurde ihr das Bundesverdienstkreuz am Bande verliehen „auf Grund ihres unermüdlichen Einsatzes für die Interessen der bildenden Künstler in Bayern“.[3] Sie hatte sich als Mitglied des Berufsverbands Bildender Künstler, des Seerosenkreises und Mitglied beziehungsweise Vorsitzende der GEDOK München für eine Verbesserung der Rahmenbedingungen für künstlerisches Schaffen, insbesondere der sozialen Absicherung von Künstlerinnen engagiert.

## Nachlass
Die von der Malerin durch testamentarische Verfügung errichtete Magda Bittner-Simmet Stiftung bewahrt als Nachlass-Stiftung das Lebenswerk der Münchner Künstlerin und erschließt es unter kulturhistorischen Aspekten. Ausstellungen, Publikationen und vielfältige Projekte für alle Altersgruppen halten das kulturelle Erbe für die Öffentlichkeit lebendig.